# Gorzelnia w Moszczenicy
Gorzelnia w Moszczenicy – zabytkowy budynek dawnej gorzelni parowej wybudowany prawdopodobnie w 1 połowie XIX w.  w Moszczenicy, w powiecie piotrkowskim, w województwie łódzkim.

## Charakterystyka
Gorzelnia została wybudowana prawdopodobnie w pierwszej połowie XIX w. Jest to budynek piętrowy, murowany, o cechach klasycystycznych: pseudoryzalit na osi ściany południowej i czterokolumnowy portyk typu saksońskiego. Dach dwuspadowy z drewna dartego o konstrukcji stolcowej, więźba łączona na zamki ciesielskie, kołkowana. Gorzelnia została zlikwidowana przed I wojną światową i nie wznowiła pracy. Budynek został zaadaptowany na potrzeby mieszkalne (sześć mieszkań dwuizbowych). Układ komunikacyjny parteru uległ przebudowom. Zachowała się oryginalna więźba dachowa. 